# Gerhard Scheller
Gerhard Scheller (* 19. Oktober 1958 in Nürnberg) ist ein ehemaliger deutscher Radrennfahrer. Er  begann als Jugendlicher bei der RSG-Franken Katzwang, wechselte später zum  RC Herpersdorf und danach zum RSV Zirndorf.
1975 wurde der gelernte Kraftfahrzeugmechaniker Gerhard Scheller Vize-Weltmeister der Junioren im Sprint. Gerhard Scheller  ist der Neffe  des dreimaligen deutschen Straßenmeisters Fritz Scheller. Zwischen 1975 und 1977 errang er fünf nationale Junioren-Titel in verschiedenen Disziplinen. 1983 wurde er wiederum in Zürich Vize-Weltmeister im 1000-Meter-Zeitfahren, jetzt der Amateure. 1984 startete er bei den Olympischen Sommerspielen in Los Angeles und belegte im Sprint Rang fünf. Insgesamt achtmal wurde er Deutscher Meister der Amateure im Sprint und im 1000-Meter-Zeitfahren. 1979 gewann Scheller mit dem Großen Preis von Hannover eines der traditionsreichsten Sprintturniere in Deutschland vor dem aufstrebenden Fredy Schmidtke und Anton Tkáč, der damals amtierenden Weltmeister war. 1984 und 1985 gewann er den Großen Preis von Berlin.
1986 wurde Scheller mit dem Stromlinienfahrrad „Vector“ von Wolfgang Gronen in Traunstein Deutscher sowie in Nümbrecht „Europa-Meister der alternativen Fahrradmodelle“ (50 Teams waren am Start) und nahm im August desselben Jahres an der „Human Powered Vehicle Speed Championships“ in Kanada teil. 1987 stellte Scheller mit dem „Vektor“ einen neuen Rekord auf den Uferstraßen der Mosel auf, indem er 100 Kilometer in 1:31:24 Stunden zurücklegte und somit 65,709 Kilometer pro Stunde erreichte. In der Folge stellte Scheller noch weitere Weltrekorde auf, so u. a. einen auf der höchsten Radrennbahn im bolivianischen La Paz. 1982 und 1985 konnte er den Wettbewerb erneut gewinnen.  ist verheiratet und  Vater einer Tochter. Er lebt heute in Nürnberg und war zuletzt bei der Mercedes-Benz AG im Bereich Logistik als Qualitätsingenieur tätig.